# Conservatoire de Kazan
Le conservatoire d'État Jiganov est un établissement d'enseignement supérieur  de musique situé à Kazan en Russie.

## Histoire
Le conservatoire a été inauguré en 1945. Il a été créé en tant que centre de formation de musiciens hautement qualifiés (enseignants, interprètes, compositeurs, musicologues) pour les républiques des régions de la Moyenne Volga et de l'Oural : Tatarstan, Bachkirie, Tchouvachie, Oudmourtie, Mordovie, Mari El. Son premier recteur est le compositeur tatar Nazib Jiganov (1911-1988). Il se trouve dans l'ancien bâtiment de l'Assemblée de la Noblesse construit en 1912. En 1990, le conservatoire a reçu le droit d'exercer des activités d'édition et a commencé à publier des publications scientifiques, pédagogiques, méthodologiques et musicales; en 1993, un studio d'opéra a été ouvert à l'université. Divers concours de musiciens interprètes sont régulièrement organisés au conservatoire. Des programmes éducatifs sont mis en œuvre dans huit facultés et vingt départements.
Il y a aussi un cours de troisième cycle (trois ans d'études) et un assistanat - un stage pour les spécialités d'interprétation (deux ans d'études).
Dans l'un des bâtiments du Conservatoire de Kazan, il y a aussi l'école secondaire spéciale de musique Jiganov.

## Anciens élèves
- Lorens Blinov, compositeur et philosophe
- Sofia Goubaïdoulina, compositrice
- Airat Ichmouratov, compositeur, chef d'orchestre et clarinettiste
- Oleg Lundström, jazzman